# Скиту (Валча)
Скиту (рум. Schitu) насеље је у Румунији у округу Валча у општини Николаје Балческу. Oпштина се налази на надморској висини од 480 m.

## Становништво
Према подацима из 2002. године у насељу је живело 12 становника, од којих су сви румунске националности.